# Goezia oncorhynchi
Goezia oncorhynchi är en rundmaskart. Goezia oncorhynchi ingår i släktet Goezia och familjen Anisakidae. Inga underarter finns listade i Catalogue of Life.